# Pokarana (Loropéni)
Pour les articles homonymes, voir Pokarana.
Pokarana est une localité située dans le département de Loropéni de la province du Poni dans la région Sud-Ouest au Burkina Faso.

## Géographie
Pokarana se trouve à environ 9 km à l'est du centre de Loropéni, le chef-lieu du département, et à 2 km au nord de la route nationale 11.

## Santé et éducation
Le centre de soins le plus proche de Pokarana est le centre de santé et de promotion sociale (CSPS) de Loropéni tandis que le centre médical se trouve à Kampti et que le centre hospitalier régional (CHR) de la province est à Gaoua.